# Léonie Périault
Léonie Périault (ur. 31 lipca 1994 w Clamart) – francuska triathlonistka, brązowa medalistka olimpijska.
Wystąpiła podczas igrzysk olimpijskich w Tokio w dwóch konkurencjach triathlonowych – zajęła piąte miejsce w zawodach indywidualnych oraz zdobyła brązowy medal olimpijski w sztafecie mieszanej (wraz z nią francuską sztafetę stanowili: Dorian Coninx, Cassandre Beaugrand i Vincent Luis).